# Ficha telefónica

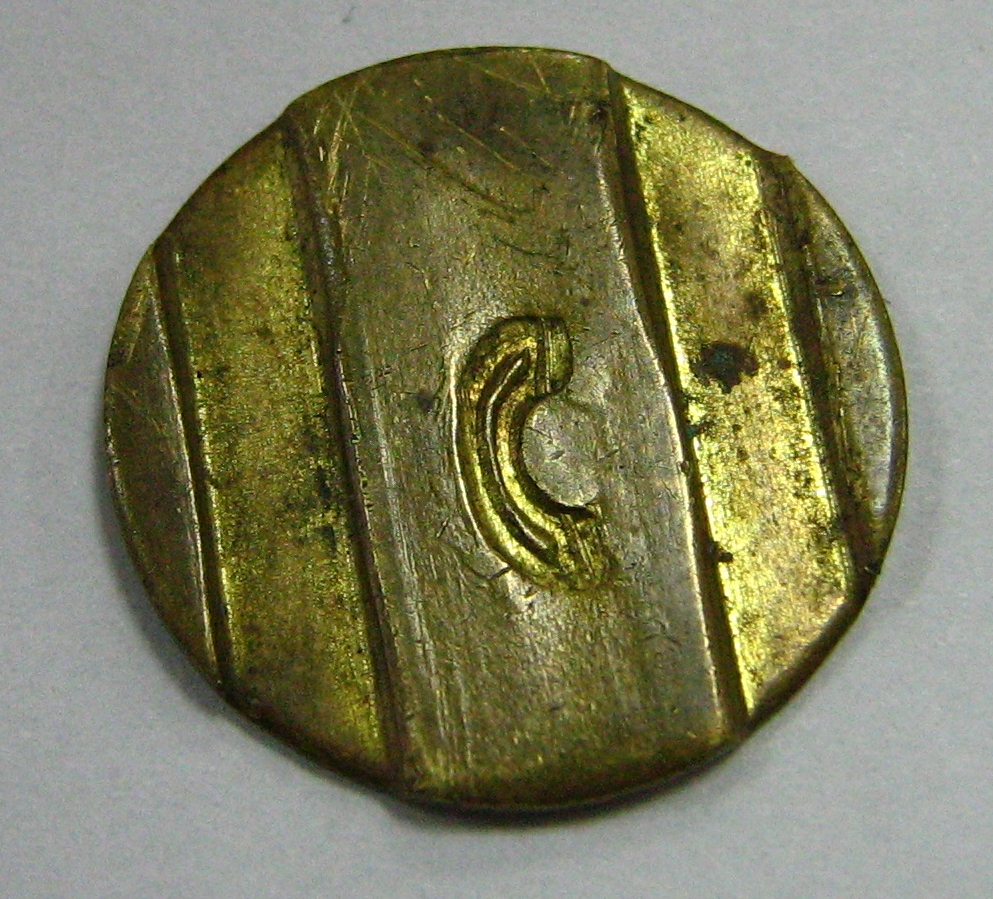
Ficha de teléfono utilizada en Kazajistán.

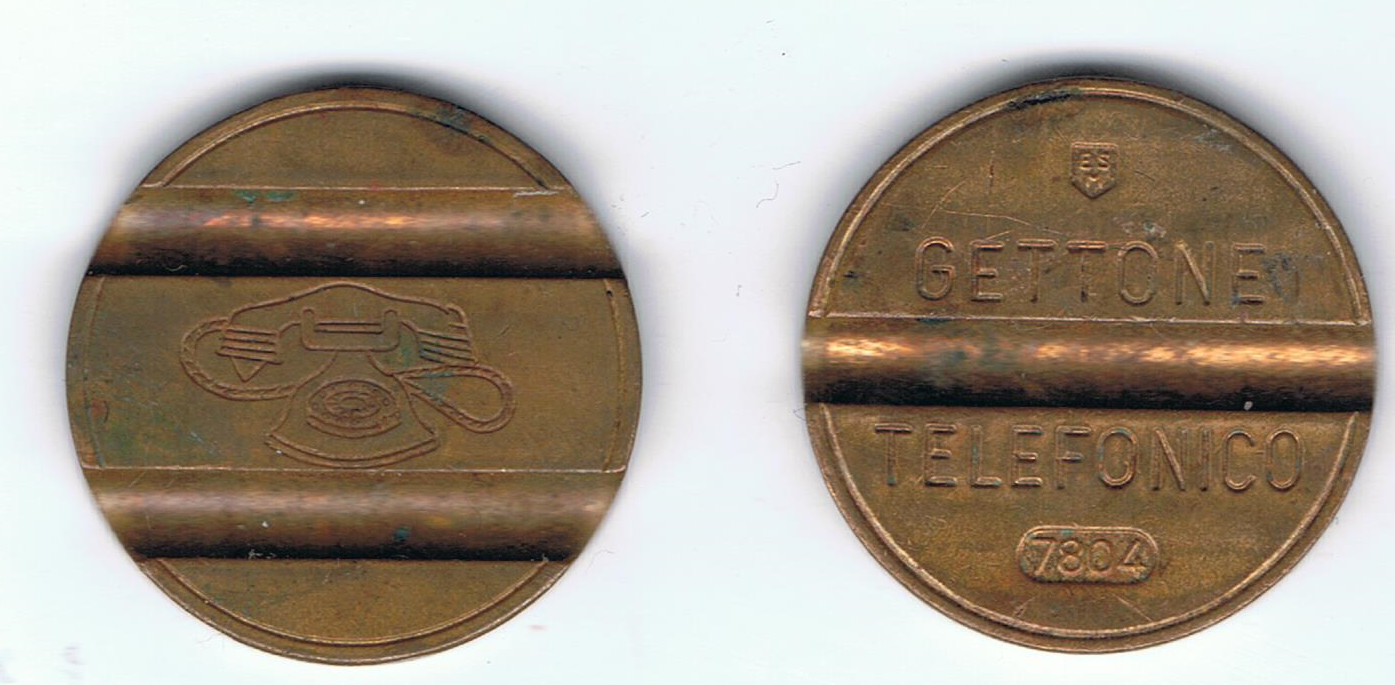
Una ficha telefónica.

Las fichas telefónicas, fichas de teléfonos públicos o fichas de teléfonos son fichas que alguna vez se usaron ampliamente para hacer llamadas telefónicas desde teléfonos públicos en lugar de monedas ordinarias. También se utilizaron a veces como medio de intercambio y como objeto de colección. Las fichas telefónicas alguna vez fueron ampliamente utilizadas en Europa,  América, Israel, Japón y otros países asiáticos, pero desde entonces han sido reemplazadas en gran medida por las tarjetas telefónicas y las tarjetas de crédito. Hasta el siglo XXI, se siguieron utilizando en Turquía y Ecuador, entre otros.
Se introdujeron durante los periodos inflacionarios para evitar tener que cambiar con frecuencia las ranuras para monedas en los teléfonos públicos.

## Historia

### Estados Unidos
Las fichas telefónicas comenzaron en Chicago, en Estados Unidos, donde los teléfonos públicos solo aceptaban fichas. Las fichas se usaron en Estados Unidos hasta 1944, cuando se eliminaron y la mayoría de las fichas se fundieron para fabricar cartuchos. La ficha de teléfono más antigua conocida data de 1885, cuando se produjo para la compañía telefónica PAN en San Luis, Misuri. En lugar de depositarse en el teléfono, la ficha a veces se entregaba a un asistente o se colocaba en una caja de monedas para acceder a la cabina telefónica.

### Francia

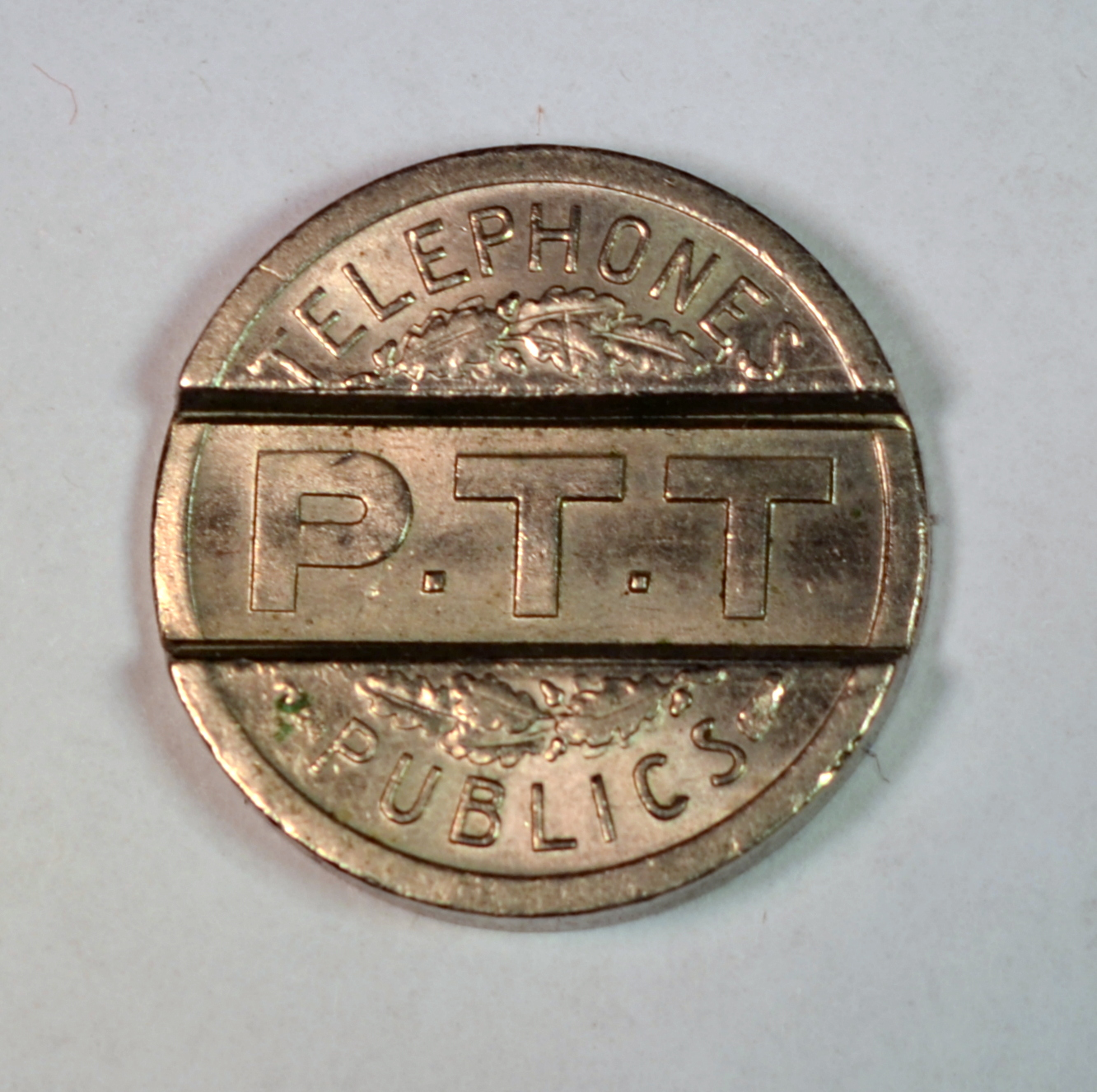
Ficha telefónica "Télic".

En 1923, el Estado otorgó una concesión de cabinas telefónicas de prepago a la empresa Le taxiphone, que instaló cabinas en lugares públicos (cafeterías, restaurantes, etc.). Al mismo tiempo, la administración del PTT abrió sus propias cabinas en las oficinas de correos y en algunas estaciones de tren. Por lo tanto, desde el principio coexistieron dos modos de funcionamiento, el público y el privado.
Cada llamada se pagaba con una moneda Lindauer de 25 céntimos. A partir de 1937, se dejó de utilizar la moneda en las cabinas y se crearon dos tipos de fichas: "Téléphones publics" para el PTT y "Compagnie le taxiphone" para la empresa del mismo nombre. En el caso de estos últimos, es difícil saber si sus fichas, que no llevan fecha, fueron creadas en esta época o posteriormente. Este modo de funcionamiento de las cabinas públicas duró hasta 1970, cuando la administración asumió la gestión de las mismas. La compañía Le taxiphone tomó el nombre de SAFAA (Sociedad anónima francesa de aparatos automáticos —Société anonyme française d'appareils automatiques—), de la que se pueden encontrar fichas acuñadas por el taller de París.

#### Ficha "Téléphones Publics"
Se les conoce como "Télic", una contracción de teléfonos públicos. Lucien Bazor se encargó de acuñar estas fichas de cuproníquel con el año 1937, en cuyo anverso aparece una Marianne rodeada de la inscripción "République Française". Cabe señalar que Bazor, el acuñador general de la época, utilizó casi exactamente la misma Marianne que la de 5 francos de 1933, conocida como Bédoucette, que fue retirada muy rápidamente de la circulación por ser demasiado pequeña. Estas fichas son muy comunes hoy en día y se acuñan sobre todo a las 3, pero también existen en la acuñación de las 9, que es mucho menos frecuente.
La Segunda Guerra Mundial tuvo para estas fichas las mismas consecuencias que para las pequeñas monedas divisionarias de la época, como los 10 y 20 céntimos: el cuproníquel fue sustituido por el zinc, pero el tipo siguió siendo estrictamente idéntico. La diferencia de frecuencia entre las fichas de las 3 y las 9 parece comparable. Por lo tanto, son estas últimas fichas las que hay que buscar primero. Además, la firma del acuñador es generalmente "L.BAZOR", pero se pueden encontrar ejemplares en los que sólo aparece "BAZOR".
Justo después de la Liberación también hubo una rara ficha de zinc, todavía acuñada por Lucien Bazor, fechada en 1946. La ficha de zinc "Téléphones Publics" de 1946 es aún más rara que la ficha de zinc de 1937 fabricada durante la ocupación.

#### Ficha "Téléphones D.T."
A primera vista, esta ficha se parece a las fichas Télic, pero difiere en varios puntos: módulo de 19 mm en lugar de 18 mm, Fecha de 1947, latón en lugar de cuproníquel y la sigla "D.T" en lugar de la palabra "Publics", (D.T por "direction des télécommunications"). Es mucho menos común que las anteriores. 

#### Ficha "Compagnie le taxiphone"
Muy diferentes de la ficha Télic y muy sencillas, incluso minimalistas, estas fichas, cuyas dos caras son idénticas, fueron acuñadas por la Monnaie de Paris (Corne d'abondance) pero también por una empresa privada (point entre deux S couchés). Existen en dos módulos (24 o 19,5 mm) y en diferentes metales (latón o cuproníquel).
Estas fichas presentan variedades de acuñación (principalmente de medallas, pero también de monedas), diferencias de peso, pero también la presencia o ausencia de determinados elementos (puntos alrededor de la leyenda, moneda diferente, V de tamaño grande o V de tamaño pequeño en el centro). Por lo tanto, las variedades posibles de fichas son bastante numerosas (14 versiones). 
También cabe destacar una ficha que podría calificarse de "híbrida". Contiene tanto las siglas del PTT como las palabras "Compagnie le Taxiphone", lo que contradice el modo de funcionamiento elegido desde el nacimiento de las cabinas telefónicas. 
Estas fichas se encuentran a veces estampadas con contramarcas hechas a mano, lo que puede ser un tema de coleccionismo.

### Italia

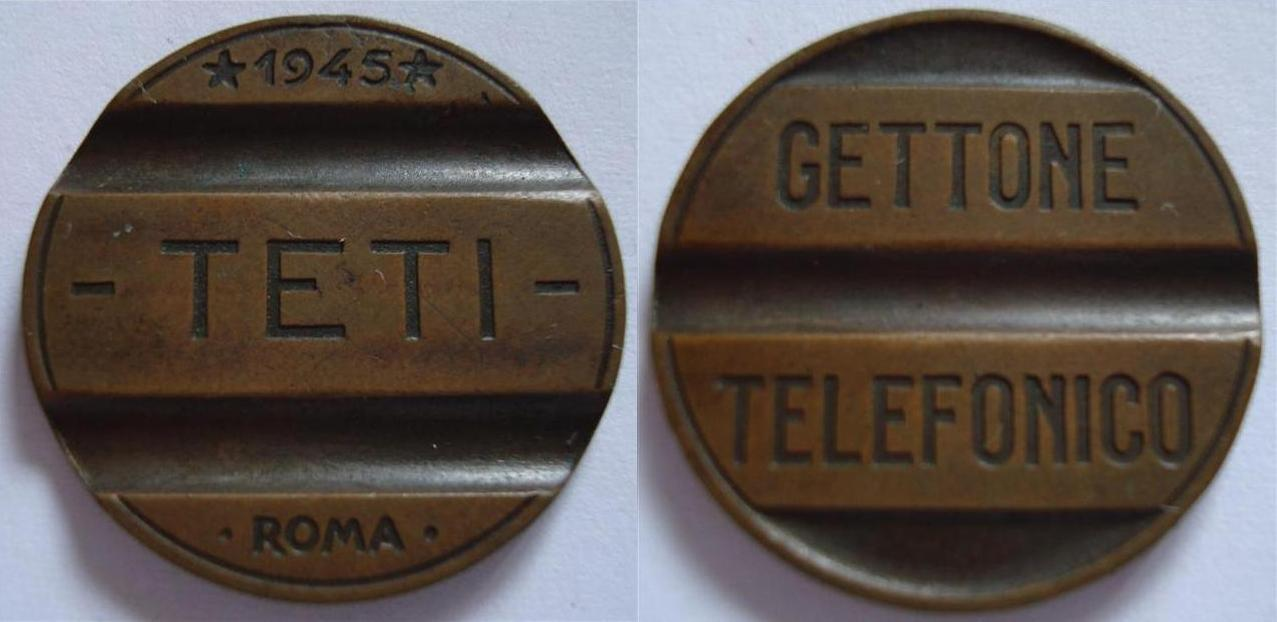
Ficha telefónica de tres ranuras fabricada por TETI en 1945.

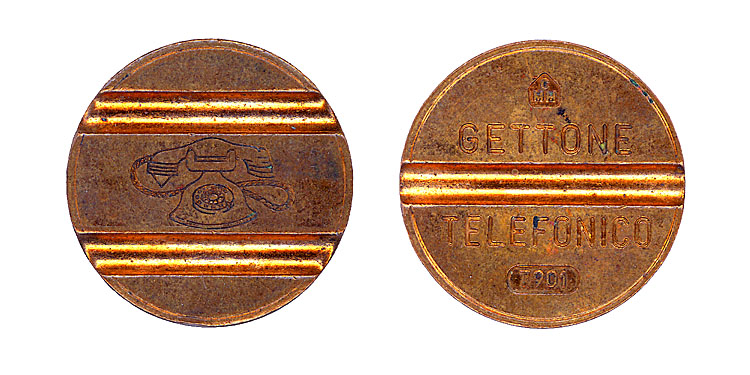
Ficha telefónica usada en Italia desde 1959 hasta el 2001.

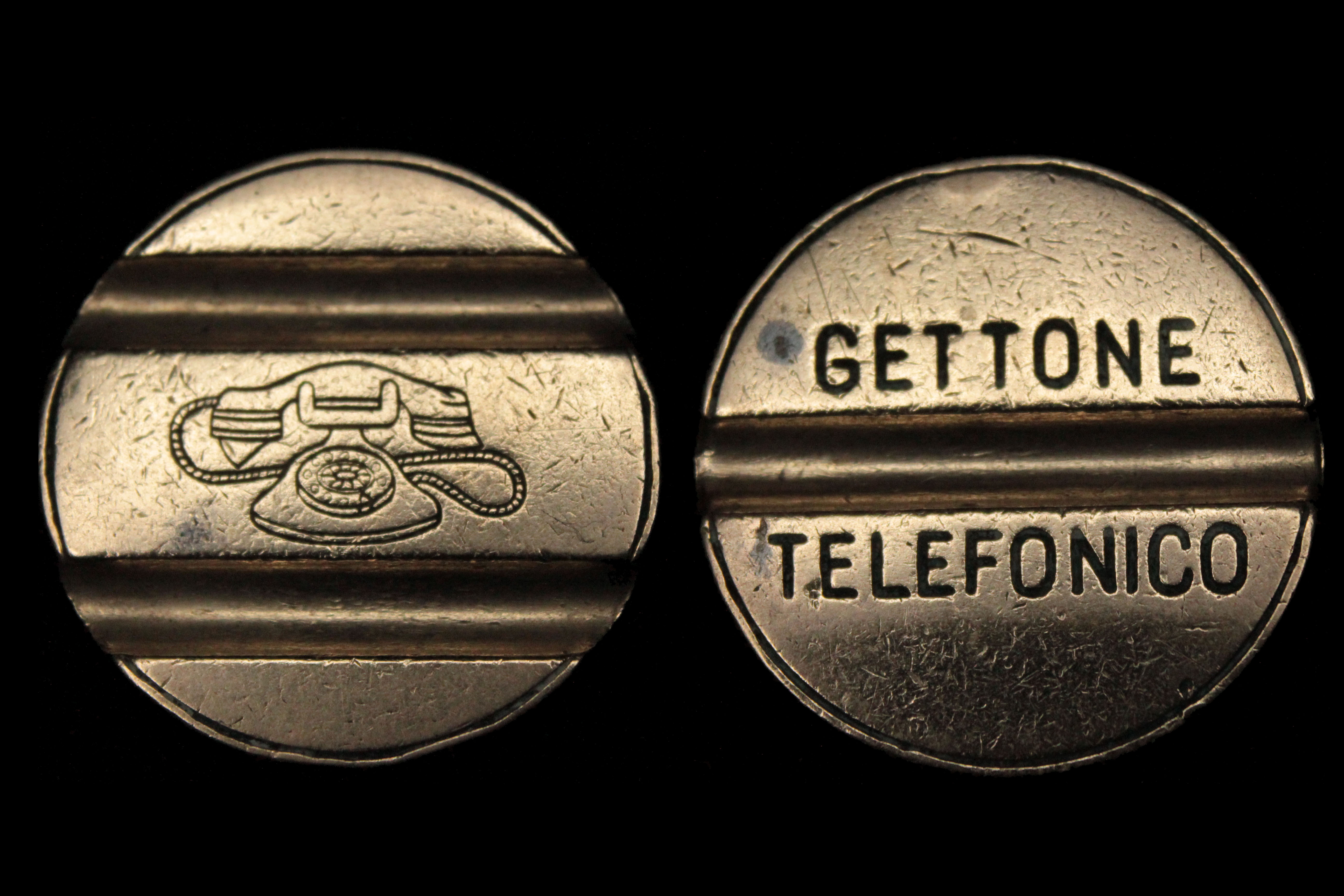
Otra versión de ficha telefónica en uso hasta el 2001 sin fecha de acuñación.

Los primeros ejemplares de fichas fueron acuñados en 1927 por STIPEL, la concesionaria del servicio telefónico de Piamonte y Lombardía, con motivo de la Feria de Milán. Eran de alpaca (aleación de cobre, níquel y zinc) o bronce, y sólo podían ser utilizados por los teléfonos colocados en el interior de la Feria. En 1945, TETI produjo la primera ficha de tres ranuras, que podía usarse en cualquier tipo de teléfono público.
En 1959 nacieron las fichas utilizadas hasta el 31 de diciembre del 2001, cuando aún se podían canjear en 187 comercios por el valor de 9 fichas = 1 tarjeta telefónica, aunque ya no se acuñaran en 1980. Los cuatro dígitos debajo de la frase "gettone telefonico" indicaban el año y el mes de acuñación (los cuatro dígitos de la fecha en la figura son 7901 e indican que fue acuñado en enero de 1979).
El valor de la ficha era de 30 liras en 1959, 45 liras en 1964, correspondiendo entonces al importe de tres llamadas telefónicas, luego de 1972 a 50 liras, de 1980 a 100 liras y de 1984 a 200 liras, ajustándose a la variación del costo y la duración de la llamada telefónica. La ficha también se usaba a menudo como moneda, a pesar de no ser moneda de curso legal.
Con la llegada de los teléfonos que funcionan con monedas y la proliferación de dispositivos que pueden utilizarse con tarjetas telefónicas como medio de pago para conversaciones en puntos públicos, la ficha telefónica ha dejado de fabricarse.

#### Empresas fabricantes de fichas telefónicas
- ESM - Emilio Senesi Medaglie - Milán, único productor de fichas de 1927 a 1959.
- IPM - Industria Politecnica Meridionale Archivado el 25 de marzo de 2010 en Wayback Machine. - Arzano (Nápoles)
- CMM - Costruzioni Minuterie Metalliche - Sant'Agata li Battiati (Catania)
- UT - Urmet Costruzioni Elettrotelefoniche - Turín

### Israel

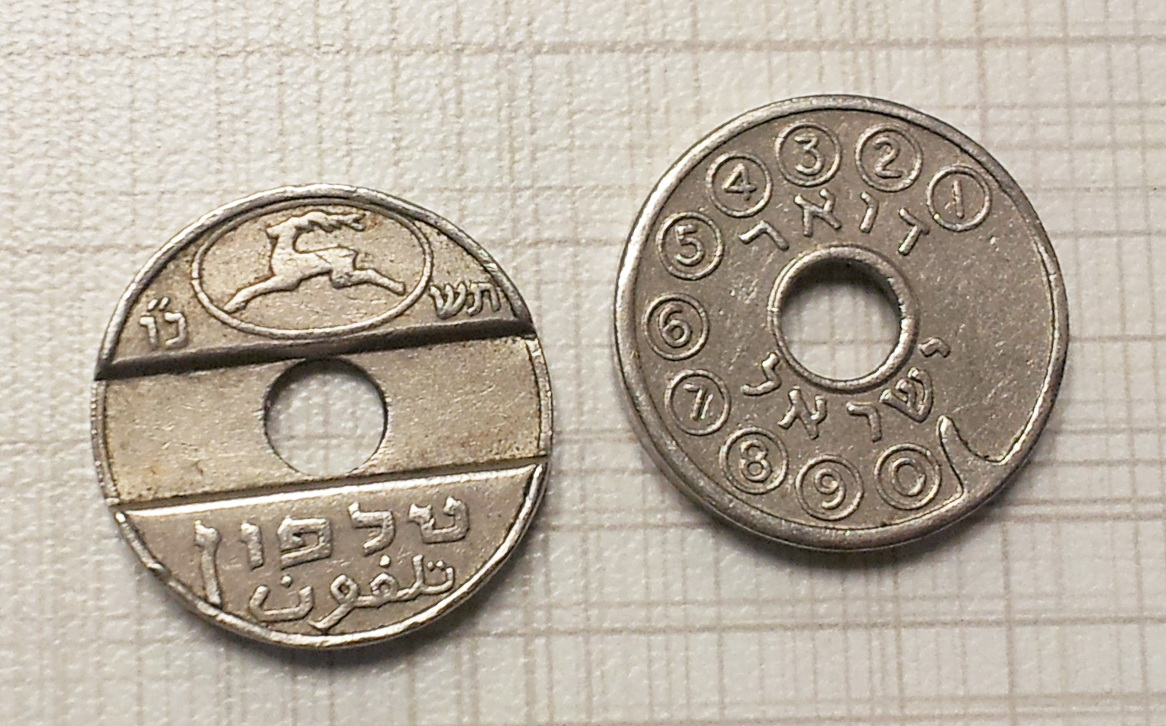
Una ficha de teléfono israelí, o asimon, utilizada hasta principios de la década de 1990.

En Israel, el uso de fichas comenzó en 1953. El diámetro de la ficha era un poco más grande que una moneda de nuevo séquel, y tenía una franja hundida a lo largo y un agujero en el centro. La ficha fue el único método de pago de una llamada en un teléfono público (a excepción de una llamada de gobierno) hasta finales de la década de 1980, cuando fue reemplazado gradualmente por una teletarjeta. Hubo tres razones principales para el cambio: evitar la carga operativa de vaciar las fichas de los teléfonos públicos, la comodidad del usuario y evitar el robo y el fraude (durante el periodo en que se usaron las fichas, a veces se invadían los teléfonos públicos para robar las fichas y venderlas) por dinero, y los usuarios atarían una cuerda por el agujero de la ficha y así lo reutilizarían y engañarían al Ministerio de Comunicaciones).

### Brasil

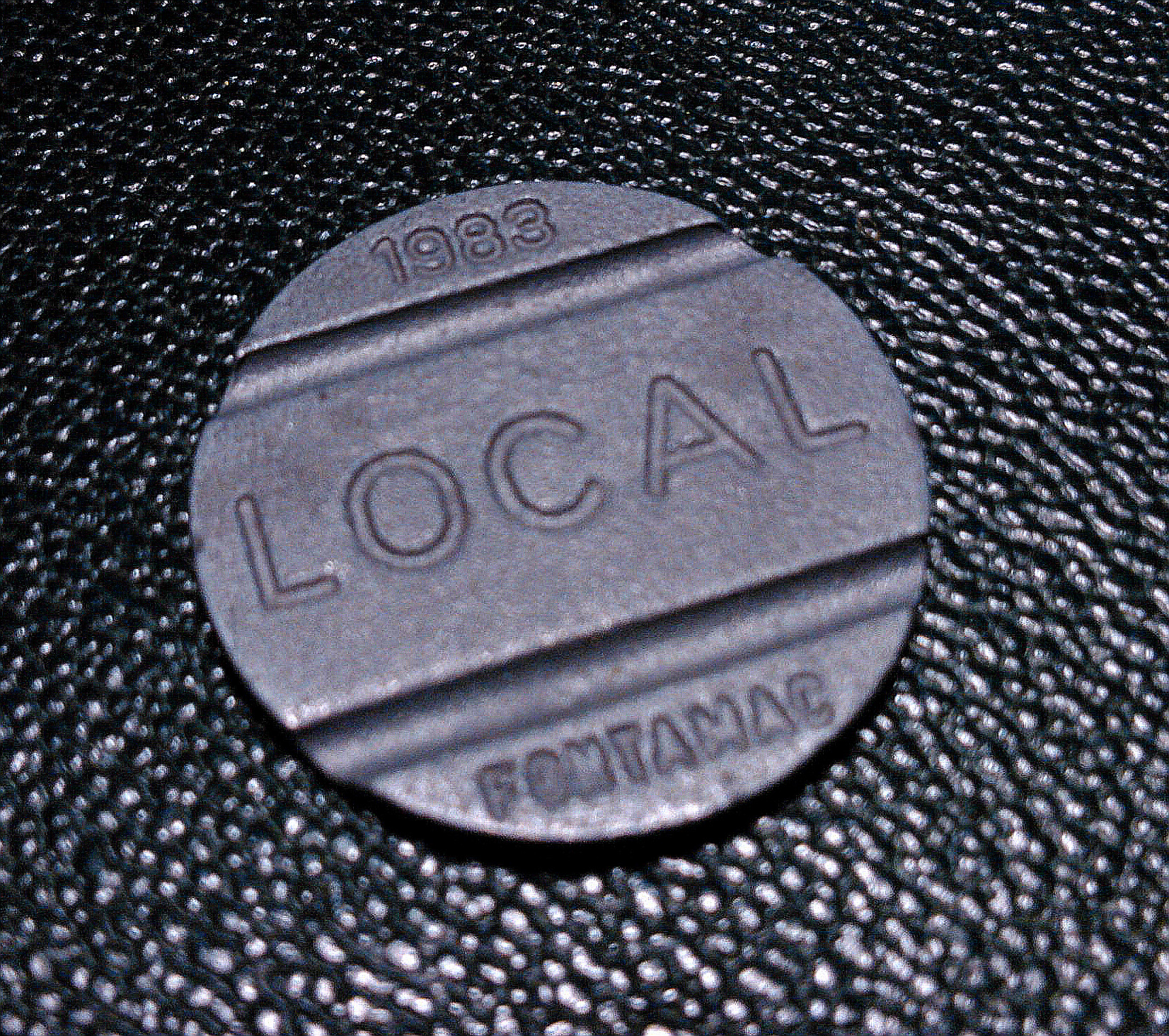
Ficha de teléfono de Brasil de 1983.

Aparecieron en Brasil en los años 1960. Su diámetro variaba de 20 mm a 30 mm y estaban hechas de hierro, latón, cobre, zamak, entre otros. Tenían el nombre de su empresa y región en el reverso, y cada uno trabajaba en un tipo específico de teléfono público. Debido a este problema, en 1970, la Compañía Telefónica Brasileña hizo que las tarjetas tuvieran un patrón único para cada área de servicio. Al año siguiente, se introdujeron dos tipos diferentes de tarjetas para todo el territorio brasileño: llamadas de larga distancia que solo funcionaban en teléfonos públicos azules y llamadas locales que solo funcionaban en teléfonos públicos rojos.
A mediados de 1992, debido a los altos costos de mantenimiento, la recolección de tarjetas en los teléfonos y también el vandalismo, la empresa Telebrás, junto con su centro de investigación, instituyó el uso de las famosas tarjetas telefónicas. Esto redujo en gran medida los costos de mantenimiento y reparación de los dispositivos y brindó mayor comodidad a los usuarios del servicio. Cinco años después, el 16 de julio de 1997, la Ley General de Telecomunicaciones (Ley n. 9472), Telebrás. Como resultado, las antiguas tarjetas telefónicas quedaron obsoletas y fueron retiradas de las calles de una vez por todas, convirtiéndose en objeto de aficionados y coleccionistas.

## Principales tipos de fichas de teléfonos
Las fichas telefónicas pueden asignarse a tres grupos, según su finalidad o ámbito de uso:
1. Los tipos de fichas telefónicas más comunes las venden las compañías telefónicas o sus agentes para que cualquiera pueda utilizar los teléfonos públicos.
2. Los tipos de fichas telefónicas más raras son producidas por las compañías telefónicas para uso interno, sobre todo como marcas de prueba.
3. Tipos de fichas telefónicas de uso limitado vendidas por establecimientos como hoteles y hospitales para el uso de los teléfonos allí ubicados.

## Distribución
El uso de las fichas telefónicas se extendió por todo el mundo, ya que tenían la ventaja, sobre todo en los países con monedas inflacionistas, de que el precio de venta de las fichas podía ajustarse inmediatamente a las últimas tarifas —si se hubiera utilizado la moneda normal, habría sido necesario convertir cada ficha telefónica individualmente según el nuevo precio. El mayor número de fichas telefónicas diferentes se utilizaba en Brasil—.
En algunos países también se utilizaban como sustituto del cambio, como en Italia, donde los gettoni telefonici solían servir de propina para los billetes pequeños en los restaurantes.
La práctica de utilizar fichas telefónicas y cambiar su valor en función de la tarifa vigente para las llamadas telefónicas se ha convertido con el tiempo en una práctica estándar mundial. Esto fue especialmente útil en los países europeos donde la moneda cambiaba a través de las fronteras nacionales, pero las fichas aún podían usarse. También era costumbre que algunos restaurantes tuvieran sus propias fichas para evitar el uso de fichas compradas en otros lugares.
En algunos países, como Italia, las fichas telefónicas incluso se han utilizado extraoficialmente como equivalentes de dinero.
Si bien la mayoría de las fichas telefónicas son redondas, algunas no lo son (ya que también las hay en diferentes formas).